# Northenden
 (février 2023).
Si vous disposez d'ouvrages ou d'articles de référence ou si vous connaissez des sites web de qualité traitant du thème abordé ici, merci de compléter l'article en donnant les références utiles à sa vérifiabilité et en les liant à la section « Notes et références ».
Northenden est une ancienne paroisse du Nord-Ouest de l'Angleterre, aujourd'hui incluse dans les limites de la ville de Manchester dont elle forme une banlieue. Elle se trouve sur la rive sud de la Mersey et de l'autoroute M60, 6,8 km à l'ouest de Stockport et 8,4 km au sud du centre ville de Manchester. Northenden est bordé par les districts de Didsbury, Gatley et Wythenshawe, respectivement au nord, à l'est et au sud-ouest. Elle se trouve dans le district de Wythenshawe.